# 붓쇼잔정
붓쇼잔정(일본어: 仏生山町)은 일본 가가와현 가가와군에 설치되었던 정이다. 현재의 다카마쓰시에 해당한다.

## 역사
- 1898년 2월 11일 - 정촌제 시행에 의해 붓쇼잔정이 성립하였다.
- 1956년 9월 30일 - 다카마쓰시 제5차 합병에 의해 다카마쓰시에 편입, 동일 붓쇼잔정은 폐지되었다.

## 인구
| \| 1920년（다이쇼9년） \| 3,616명 \| \| \| 1925년（다이쇼14년） \| 3,883명 \| \| \| 1930년（쇼와5년） \| 4,256명 \| \| \| 1935년（쇼와10년） \| 4,229명 \| \| \| 1940년（쇼와15년） \| 4,124명 \| \| \| 1947년（쇼와22년） \| 6,090명 \| \| \| 1950년（쇼와25년） \| 5,932명 \| \| \| 1955년（쇼와30년） \| 5,738명 \| \| |         |  |
| 총무성 통계국 / 인구조사(1955년) |         |  |
| 1920년（다이쇼9년） | 3,616명 |  |
| 1925년（다이쇼14년） | 3,883명 |  |
| 1930년（쇼와5년） | 4,256명 |  |
| 1935년（쇼와10년） | 4,229명 |  |
| 1940년（쇼와15년） | 4,124명 |  |
| 1947년（쇼와22년） | 6,090명 |  |
| 1950년（쇼와25년） | 5,932명 |  |
| 1955년（쇼와30년） | 5,738명 |  |

## 참고 문헌
- 角川日本地名大辞典編纂委員会, 『角川日本地名大辞典 43 香川県』, 1985, 角川書店
- 四国新聞社 編『香川年鑑』 昭和31年、四国新聞社、高松市、1955年12月15日。 NCID BB10788678。OCLC 52393151。